# 시훙먼역
시훙먼역(중국어: 西红门站)은 중국 베이징시 다싱구 시훙먼 지구 신닝가·훙푸 서로 교차로 남측에 위치한 베이징 지하철 다싱선의 지하철역으로, 2010년 12월 30일에 개통하였다.

## 위치
이 역은 남북으로 달리는 신닝가(남북 방향)과 훙푸 서로(동서 방향)의 교차점에 위치한다.
역 남쪽에는 지하철 문화공원이 있다.

## 역 구조

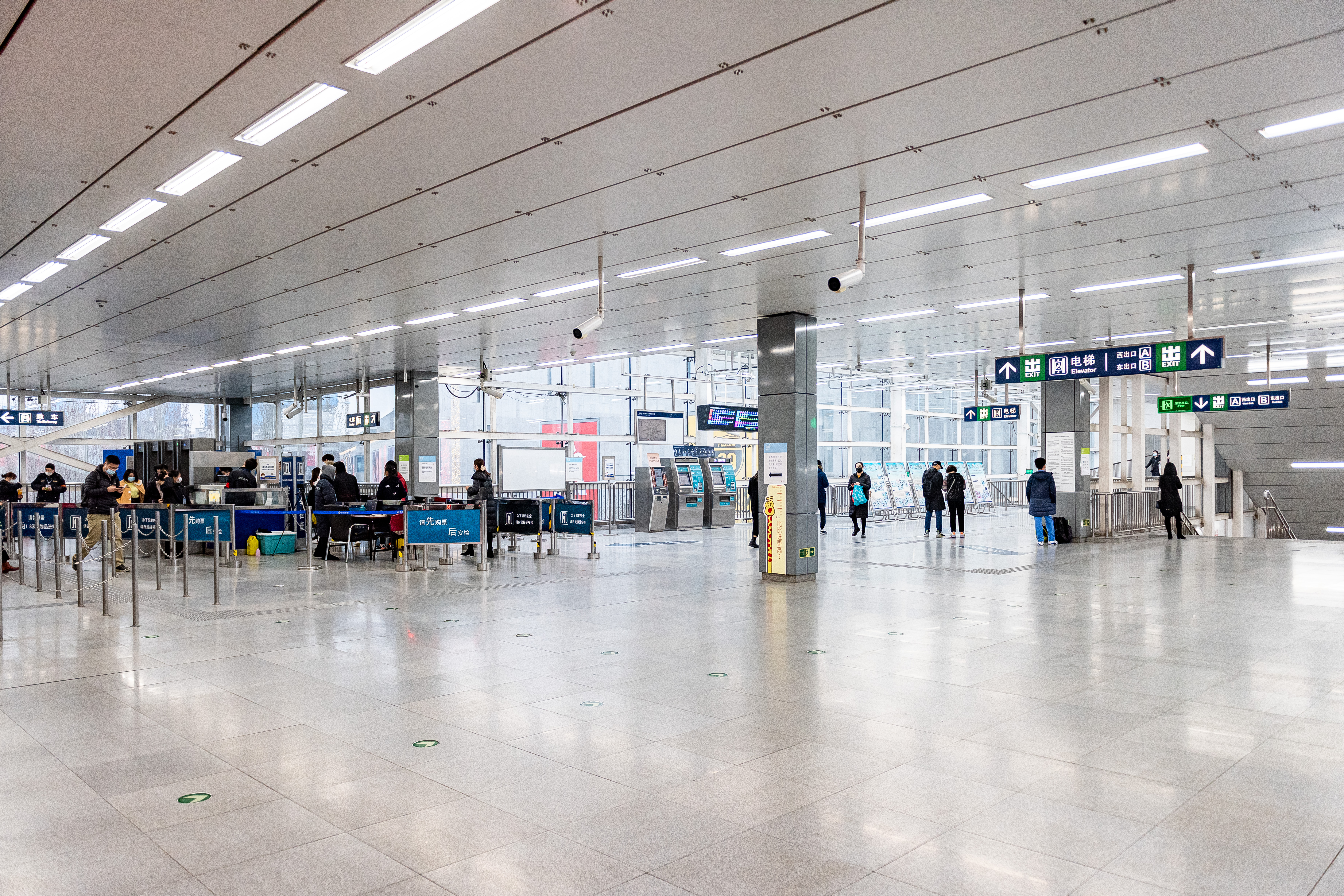
시훙먼역 서 대합실 (2021년 3월 촬영)

시훙먼역은 3층으로 구성된 다싱선의 유일한 고가역으로 "역사적 순간《历史的瞬间》"이라는 조각상으로 장식되어 있다. 역 밖에는 2개의 버스 환승 구역과 10,000㎡ 규모의 P + R 버스 정류장이 있다.

### 층별 구조
| 3층 대합실 층 승강장 층 | 대합실                              | 보안 검색대, 자동 발매기, 고객센터                   |
| 3층 대합실 층 승강장 층 | 상대식 승강장, 오른쪽 출입문이 열림 |                                                      |
| 3층 대합실 층 승강장 층 | ←                                   | ■ 다싱선 안허차오 북 (4호선) 방면 (신궁)             |
| 3층 대합실 층 승강장 층 | →                                   | ■ 다싱선 톈궁위안 방면 (가오미뎬 북)                 |
| 3층 대합실 층 승강장 층 | 상대식 승강장, 오른쪽 출입문이 열림 |                                                      |
| 3층 대합실 층 승강장 층 | 대합실                              | 보안 검색대, 자동 발매기, 고객센터, 쇼핑몰 연결 통로 |
| 2층                     | 집산층                              | 쇼핑몰 연결 통로, 신닝가 과선교                      |
| 지면층                  | 지면                                | A-B출입구                                            |

### 대합실 및 승강장

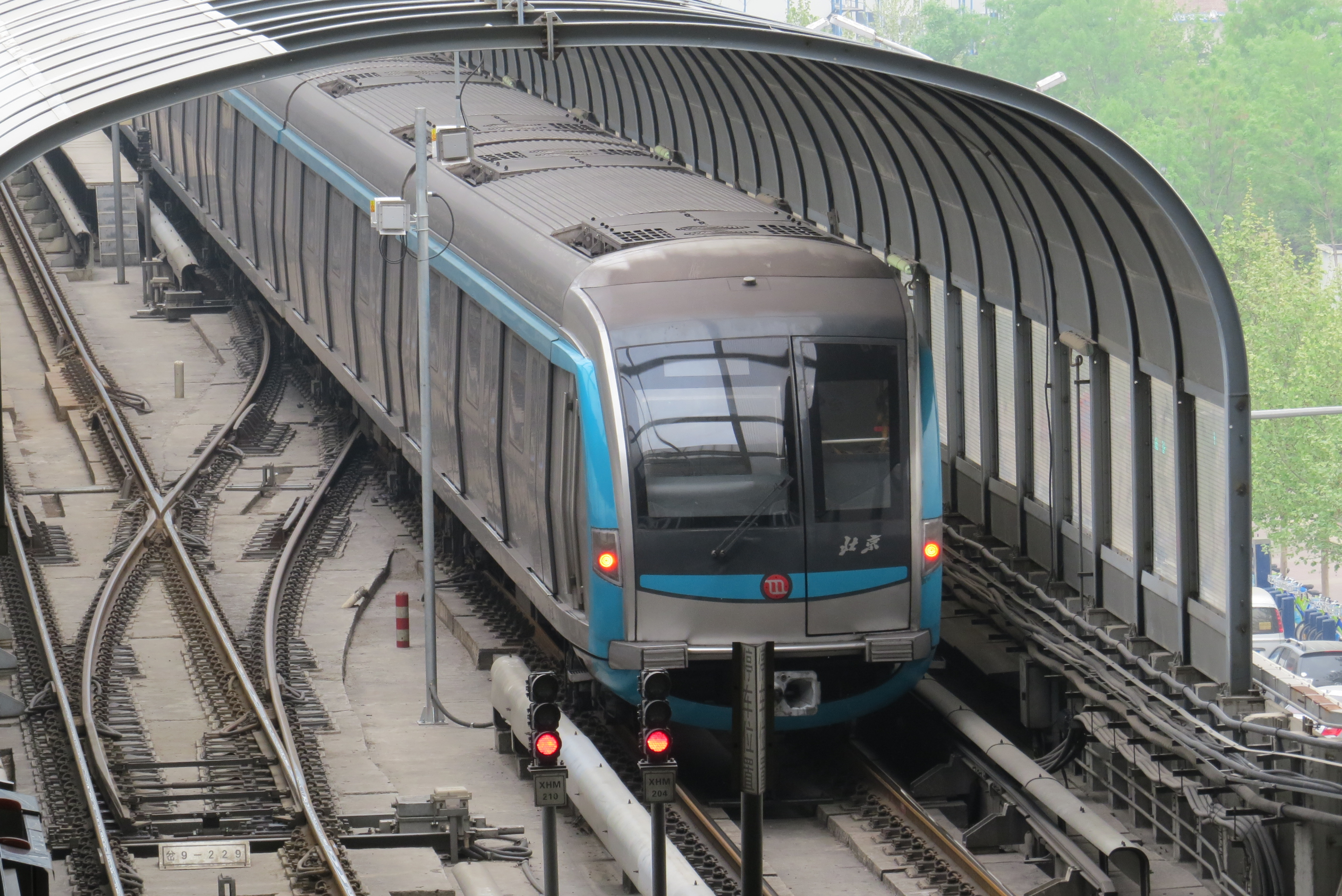
시훙먼역에서 출발하는 북행 013번 열차 (2015년 4월 촬영)

시훙먼역에는 2개의 상대식 승강장이 있다. 고객 서비스 센터와 출입문 등 역 내 시설은 지상 3층 승강장 외부에 위치한다. 2층에는 무료 구역도 신닝가 건너편에 A출입구와 B출입구를 연결하는 과선교가 존재한다. 지상 2층과 3층의 서쪽 끝은 후이주 화물 중심(荟聚购物中心)으로 연결된다. 승강장 북쪽 끝에 건넘선이 존재한다.

## 출입구
시훙먼역에는 A(서쪽), B1(동쪽), B2(동쪽)의 3개 출입구가 있다.
|                         |                |                                                                         |      |             |  |
| 출구                    | 지시           | 출구 인근                                                               | 사진 | 무장애 시설 |  |
| 出口 · A                | 신닝가(欣宁街) | 신닝가(欣宁街), 후이주 중심(荟聚中心), 이케아 시훙먼점                  |      |             |  |
| 出口 · B · 1            |                | 신닝가(欣宁街), 루이하이자위안 1구(瑞海家园一区), 싱하이 공원(兴海公园) |      | 빈칸        |  |
| 出口 · B · 2            | 신닝가(欣宁街) | 신닝가(欣宁街), 루이하이자위안 1구(瑞海家园一区), 싱하이 공원(兴海公园) |      |             |  |
| 아이콘 설명: 엘리베이터 |                |                                                                         |      |             |  |

## 이용 상황
다싱선 개통 이후 이 역을 이용하는 사람의 수는 다싱선의 역 중 상대적으로 높고, 2013년에는 다싱선을 이용하는 사람이 가장 많은 역이었다. 2013년 이케아 시훙먼점이 개장한 이후 시훙먼역의 승하차량은 더욱 증가했고, 그 이후로 연휴 기간 동안의 주요 역으로 부상하였으며, 2016년 중추절 기간에는 베이징 남역에 이어 두 번째로 4호선 - 다싱선에서 두 번째로 많은 승하차량을 보유한 역이 되었다.
열차 간격 등의 요인으로 인해 이 역은 2021년 5월 8일 황춘시다제에서 출발하는 서교로(小交路) 열차가 개통될 때까지 오랫동안 아침 피크 시간대에 교통 제한 조치를 취해왔다.